# Camiara
Camiara est un village péruvien de la région de Tacna dans la province de Tacna et dans le district d'Ite.